# Gerhard Holtz-Baumert

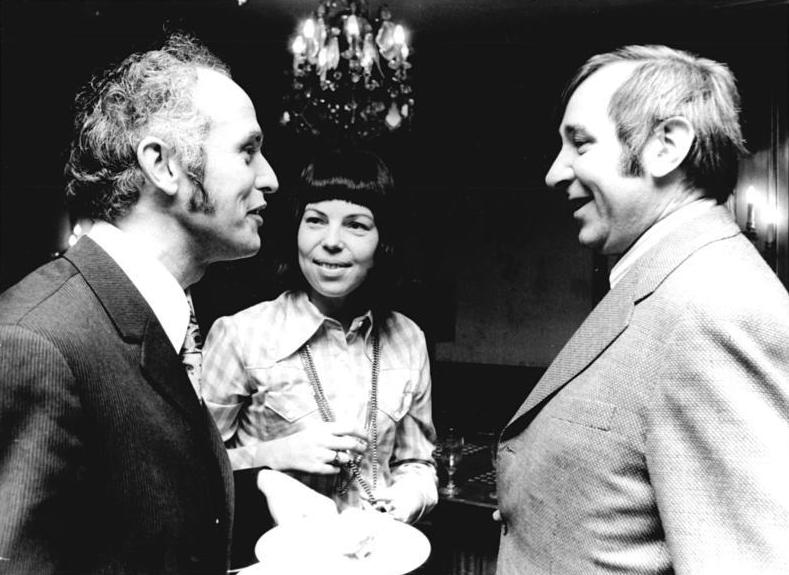
Gerhard Holtz-Baumert (rechts) bei der Verleihung des Heinrich-Heine-Preises 1973; links Klaus Höpcke, in der Mitte Sarah Kirsch

Gerhard Holtz-Baumert (* 25. Dezember 1927 in Berlin; † 17. Oktober 1996 in Heinrichsfelde, Brandenburg) war ein deutscher Schriftsteller und SED-Funktionär.

## Leben
Gerhard Holtz-Baumert war der Sohn des früheren Landarbeiters und Kohlenträgers Holtz. Er wuchs zunächst in Berlin-Moabit auf, 1933 zog die Familie nach Berlin-Friedrichshain, Rüdersdorfer Straße. Nachdem er vier Klassen der Volksschule in der Bromberger Straße (heute Dathe-Gymnasium, Helsingforser Straße) besucht hatte, kam Holtz-Baumert 1938 auf das dortige Andreas-Gymnasium in der Koppenstraße. Auf Empfehlung seines Lehrers erhielt er eine Freistelle. Den Besuch des Gymnasiums hätten seine Eltern nicht finanzieren können. Eine Bedingung des Direktors war, dass er ein Pimpf (Mitglied im Deutschen Jungvolk) wurde. Am 15. März 1942 erhielt er in der Lazarus-Kirche Romintener Straße bei Pfarrer Kracht seine Konfirmation.
Noch vor dem Abschluss der gymnasialen Ausbildung wurde er im Juli 1943 während des Zweiten Weltkriegs als Flakhelfer einberufen. Die Ausbildungen und Einsätze führten ihn nach Berlin-Buchholz, in das Sudetenland und schließlich nach Neuruppin.
Seit Oktober 1944 war er beim Reichsarbeitsdienst mit Infanterieausbildung. Um der Werbung für die SS zu entgehen, meldete er sich als Offiziersbewerber und diente im 97. Panzergrenadier-Ersatzbataillon. Er erlebte die Bombardierung Potsdams durch die Alliierten im April 1945, desertierte bei einer Nachtübung und wollte Richtung Dänemark flüchten. Feldjäger nahmen ihn gefangen. Der Erschießung entging er nur knapp, da die Scheune, in der er gefangen war, bei einem Luftangriff in Flammen aufging. Bei Goldenstädt in Mecklenburg-Vorpommern warf er sein Gewehr weg, kam in ein amerikanisches Internierungslager zwischen Grabow und Kraak, hörte dort am 8. Mai 1945 die Nachricht vom Kriegsende. Ihm gelang die Flucht aus dem Lager. Er arbeitete dann in Jasnitz bei Ludwigslust als Jungknecht, wollte nach Berlin, wurde bei Grabow von den Russen gefangen genommen und von ihnen bis zu den amerikanischen Posten gebracht, konnte denen aber ausweichen und nach Ludwigslust zurückkehren, arbeitete dort kurze Zeit für den evangelischen Suchdienst und kehrte schließlich im Hochsommer 1945 nach Berlin zurück.
Im Andreas-Gymnasium, das der Reformpädagoge Erich Schönebeck nun wieder leitete (1945–1951), war er Schülerratsvorsitzender und Chefredakteur der Schülerzeitung Neue Andreas-Post. Er engagierte sich im Friedrichshainer Jugendausschuss. 1947 machte er das Abitur.

Zu seiner Motivation, sich in der FDJ und für die DDR zu engagieren, schrieb er: 
„Ich ließ es nicht nur los, das alte Leben fiel von mir ab, leicht und leicht, ohne großen Konflikt, zu schnell beinahe, zu schmerzlos fast. Und ich hatte einen ungeheuren schmerzvollen Antrieb. Ich wollte das Leben meiner toten Geliebten und meiner toten Freunde leben, in Stellvertretung, dreifach da sein, arbeiten und dreifach kämpfen, dass Faschismus und Krieg sich nie wiederholen.“
Holtz-Baumert beabsichtigte, Philosophie und Germanistik zu studieren, ließ sich aber überzeugen, für die FDJ, dann im Haus der Kinder und als Chefredakteur zu arbeiten.
Gerhard Holtz heiratete die Kinderbuchautorin und Redakteurin Inge(borg) Baumert (geb. 1930). Das Ehepaar trug dann den gemeinsamen Namen Holtz-Baumert und hatte Sohn und Tochter.

Es war befreundet mit Eva und Erwin Strittmatter, die nicht allzu weit entfernt in Schulzenhof lebten.
Die Lyrikerin erinnerte sich: „Wir feierten in unserem Garten Sommerfest, Glühwürmchenfeste, an die die Kinder sich erinnern. Wir zogen mit Lampions zum Theronsee und sangen,… Wieviel Leben haben wir miteinander verbracht! Vor allem, neben all den Gesprächen über Literatur und GottunddieWelt…Gerhard überlebte Erwin Strittmatter um fast zwei Jahre. In dieser Zeit, die mir schwer war, habe ich, über Hügel und Wälder hin, die Verbindung zu ihm gehalten, mit Gesprächen am Telefon.“
Holtz-Baumert wurde auf See bestattet. Eva Strittmatter haderte mit ihm: „er hat sich uns allen entzogen, kein Grab, kein Stein, er ist entschwunden auf See, als wäre er nicht der Junge aus Berlin O,…“

## Literarische und publizistische Tätigkeit
Holtz-Baumert beschäftigte sich in seiner Eigenschaft als Mitglied der FDJ-Leitung und Leiter der Jugendschule mit Theater, Malerei und Literatur Er knüpfte Kontakte zu Kunst- und Kulturschaffenden, viele davon im Hinterzimmer der Buchhandlung von Georg Pintzke am Bahnhof Friedrichstraße oder in dessen Haus in Lehnitz. Die Maler und Grafiker Heinrich Ehmsen, Horst Strempel, Hermann Bruse, Hermann Hensel, Paul Schultz-Liebisch, Fritz Duda der Bildhauer René Graetz, die Schriftsteller Bertolt Brecht und Kurt Barthel, die Schriftstellerin Anna Seghers und der Literaturwissenschaftler Viktor Klemperer gehörten dazu. Ruthild Hahne besuchte er in ihrem Atelier.
Er resümiert: „Soviel aber hatte ich verstanden. Carl Spitzweg zeigte mir die Wirklichkeit, eine grüne klirrende Winternacht; ich hatte sie nie so gesehen. Die neuere Kunst, die sich mir tausendfach aufdrängte, wies mir eine Wirklichkeit, jenseits von ihrem genauen Abbild, hinter dem Sichtbaren. Und doch, zu meiner eigenen Überraschung, fühlte ich mich auch durch diese Kunst tiefer in die Welt eindringen, auch auf mich zeigte der überlange Finger des Johannes.“
Im Februar 1949 gewann er Helene Weigel und Bertolt Brecht für eine Diskussion mit Jugendlichen nach der Aufführung des Brecht-Stücks Mutter Courage und im Juni 1949 Wolfgang Langhoff, den Schauspieler und Intendanten des Deutschen Theaters, für eine Faust-Lesung in den Kammerspielen vor Teilnehmern des 3. Parlaments der FDJ.
Fred Rodrian, der spätere Leiter des Kinderbuchverlages Berlin, engagierte ihn als Hilfsbibliothekar. Die beiden wurden Freunde.
Holtz-Baumert wurde auch in das neu gegründete Herausgeberkollegium der Bibliothek fortschrittlicher deutscher Schriftsteller berufen. Bei den Redaktionssitzungen im Kulturbundklub (Club der Kulturschaffenden) in der Jägerstraße arbeitete er mit Willi Bredel, der das Projekt leitete, mit Alexander Abusch, Michael Tschesno-Hell, Erich Wendt, Wilhelm Girnus und Bruno Kaiser zusammen. Als Gäste waren auch Wieland Herzfelde, Alex Wedding, F.C. Weiskopf und Eduard Claudius beteiligt.
Bei der intensiven Kulturarbeit entdeckte er seine Liebe fürs Lesen und selber Schreiben. Ab 1951 wurde er Chefredakteur von Kinderzeitschriften (1951 bis 1958 ABC-Zeitung und Schulpost) sowie von 1963 bis 1988 Chefredakteur der Reihe Beiträge zur Kinder- und Jugendliteratur. Er verfasste außerdem theoretische Arbeiten über Kinder- und Jugendliteratur. Ab 1961 arbeitete er als freier Schriftsteller. 1958/59 studierte er am Institut. für Literatur. Johannes R. Becher in Leipzig. 1966 schloss er ein Fernstudium der Journalistik ab.
Seine Bücher über den zehnjährigen Jungen Alfons Zitterbacke (1958 Alfons Zitterbacke, 1962 Alfons Zitterbacke hat wieder Ärger) gehörten zu den bekanntesten Kinderbüchern der DDR. Dieser „verdrehte Anti-Held“, so nannte ihn Eva Strittmatter, entsprach so gar nicht den damals geforderten Vorbildern, die die Kinderliteratur liefern sollte. In der von Reiner Wild herausgegebenen Geschichte der deutschen Kinderliteratur wird Holtz-Baumert bescheinigt, er habe mit dem Alfons das „herrschende Kindheitsbild konterkariert.“ Weiter heißt es da: „Die ins Groteske verlängerte Naivität eulenspiegelscher Prägung lässt dem noch so bemühten erzieherischen Verweis auf den rechten Weg keine Chance. Die relative Unverbindlichkeit der Zitterbacke-Komik findet sich bei Holtz-Baumert dann pointiert ins Antiautoritäre gewendet.“
1995 erschien ein drittes Alfons-Zitterbacke-Buch, Alfons Zitterbackes neuer Ärger. Obwohl dies nicht ausdrücklich erwähnt wird, legen verschiedene Passagen dieses Bands die Deutung nahe, dass der hier beschriebene Alfons der Sohn des Haupthelden aus dem ersten und zweiten Band ist.
Sprachlich sehr schön gestaltete märchenhafte kleine Erzählungen sind in der Sammlung Der Wunderpilz vereinigt. Sie vermitteln nicht nur Kindern einen zauberhaften Blick auf die Natur. Holtz-Baumert schrieb aber auch für Jugendliche. Trampen nach Norden erzählt von zweien, die beim Trampen an die Ostsee vieles erleben und zahlreiche Begegnungen haben. Konflikte mit Erwachsenen bleiben da nicht aus. Auch in Erscheinen Pflicht spart er nicht mit Gesellschaftskritik. Beispielsweise setzt sich eine der Geschichten – Die Hecke – eindringlich für einen achtsamen Umgang mit der Natur und dem Leben ein.

Der Klappentext zu Drei Frauen und ich erläutert:
„Der Bogen dieser Erzählungen ist weit gespannt. Er reicht vom Heiteren, Ausgelassenen, vom Märchenhaft-Phantastischen bis zur ernsten, harten Auseinandersetzung mit nicht ganz alltäglichen Problemen. Sie lassen den Leser lachen, und sie fordern ihn.“
Etwas für Erwachsene ist sein Buch Die pucklige Verwandtschaft. Es enthält seine persönlichen, oft existentiell bedrohlichen, Erlebnisse aus der Nazi- und der Nachkriegszeit und die Lebensgeschichten vieler Verwandter sowie befreundeter und geliebter Menschen. Dieser spannende autobiografische Roman, gespickt mit zahlreichen bemerkenswerten Anekdoten, ist ein beeindruckendes Zeitpanorama. Dieses Buch ist vor allem im Kiez um die Rüdersdorfer Straße in Berlin-Friedrichshain verortet. Seine letzte Veröffentlichung Berlin, wie es im Buche steht widmete er den literarischen Orten in Berlin und den damit verbundenen Persönlichkeiten. Einen zweiten Band gab seine Frau Inge Holtz-Baumert postum heraus.
Für Eva Strittmatter war Gerhard Holtz-Baumert „einer der lustigsten, pointiertesten Erzähler“.

## Verbands- und Parteifunktionen
Holtz-Baumert wurde 1946 Mitglied der neu gegründeten FDJ und 1947 Mitglied der SED. Er übernahm von 1947 bis 1951 vor allem Aufgaben im Bereich Kultur und Erziehung des Kreisverbandes Friedrichshain und später im Berliner Stadtvorstand der FDJ. 1948 wurde er Leiter der Jugendschule der FDJ in Berlin-Rahnsdorf, bereits im Herbst 1949 übernahm er die Stelle eines Stellvertretenden Leiters am Haus der Pioniere in der Parkaue.
Seit 1981 war er Mitglied des Zentralkomitees der SED.
Von 1959 an gehörte er dem Schriftstellerverband der DDR an, wo er von 1969 bis 1990 dem Verbandsvorstand und ab 1972 dem Präsidium angehörte (ab 1977 als Vizepräsident).
Von 1971 bis 1990 saß er für den Kulturbund in der Volkskammer. Hier war er unermüdlich unterwegs, um Kontakte mit sowjetischen Organisationen, Betrieben und auch mit internationalen Einrichtungen anzubahnen. Von 1957 bis 1981 war er überzeugter IM des MfS, auch mit West-Einsätzen (Deckname „François Villon“).

## Auszeichnungen
Holtz-Baumert war Nationalpreisträger der DDR (1975 und 1987) sowie Träger des Vaterländischen Verdienstordens in Bronze (1965) und Silber (1977). Außerdem erhielt er 1973 den Heinrich-Heine-Preis des Ministeriums für Kultur der DDR, 1984 den Goethepreis der Stadt Berlin sowie ebenfalls 1984 zusammen mit Klaus Ensikat den Rattenfänger-Literaturpreis. 1987 wurde er Ehrendoktor der Pädagogischen Hochschule „Karl Friedrich Wilhelm Wander“ Dresden.

## Werke (Auswahl)
- Alfons Zitterbacke. Der Kinderbuchverlag Berlin, Berlin 1958.
- Der kleine Trompeter und sein Freund. Der Kinderbuchverlag Berlin, Berlin 1959 (mit Inge Holtz-Baumert), Die Kleinen Trompeterbücher Bd. 1.
- Alfons Zitterbacke hat wieder Ärger. Der Kinderbuchverlag Berlin, Berlin 1962.
- Die drei Frauen und ich. Der Kinderbuchverlag Berlin, Berlin 1973.
- Der Wunderpilz und andere Geschichen aus der Nachbarschaft. Der Kinderbuchverlag Berlin, Berlin 1974, Die Kleinen Trompeterbücher Bd. 100.
- Trampen nach Norden. Der Kinderbuchverlag Berlin, Berlin 1975.
- Mitarbeit am Drehbuch zu Abenteuer mit Blasius von Egon Schlegel, 1975.
- Vier Pferde gehen fort. Der Kinderbuchverlag Berlin, Berlin 1976.
- Die seltsame Zeit des Knaben Friedrich. Der Kinderbuchverlag Berlin, Berlin 1979.
- Sieben und dreimal sieben Geschichten. Der Kinderbuchverlag Berlin, Berlin 1979.
- Erscheinen Pflicht. Verlag Neues Leben, Berlin 1981.
- Daidalos und Ikaros. Der Kinderbuchverlag Berlin, Berlin 1984.
- Die pucklige Verwandtschaft. Aus Kindheit und Jugend in Berlin O 17 und Umgebung. Verlag Neues Leben, Berlin 1985, ISBN 3-355-00225-9.
- Der entführte Prinz und das Gärtnermädchen. Verlag Boje, Erlangen 1988.
- Alfons Zitterbackes neuer Ärger. liv Leipziger Kinderbuch, Leipzig 1995.
- Berlin wie es im Buche steht,  Literarische Spaziergänge. Das Neue Berlin, Berlin 1996.
- Isa und das schöne Tierchen. Verlag Neues Leben, Berlin 1996.
- Der kleine Lehrer. Der Kinderbuchverlag Berlin, Berlin 1989, Die Kleinen Trompeterbücher Bd. 200.
- Berlin wie es im Buche steht. Neue literarische Spaziergänge. Das Neue Berlin, Berlin 1999.

## Filmografie
Eine Auswahl von Filmen, die nach Romanen, Erzählungen oder Motiven von Gerhard-Holtz-Baumert im Laufe der Filmgeschichte entstanden sind:
- 1966: Alfons Zitterbacke, 1966, 68 Minuten; Darsteller u. a.: Helmut Rossmann, Günther Simon
- 1967: Paule Prinz, Regie Rudolf Schraps, Handpuppenfilm des DEFA-Studios für Trickfilme
- 1977: Trampen nach Norden, Regie Wolfgang Hübner
- 1982: Der lange Ritt zur Schule, Regie Rolf Losansky, Drehbuch: Günter und Gisela Karau
- 1984: Erscheinen Pflicht, Regie Helmut Dziuba
- 1986: Alfons Zitterbacke, 1986, sechsteilige Fernsehserie; Darsteller u. a.: Ute Lubosch, Enrico Lübbe
- 2019: Alfons Zitterbacke – Das Chaos ist zurück, 2019; Darsteller u. a.: Tilman Döbler
- 2022: Alfons Zitterbacke – Endlich Klassenfahrt!, 2022; Darsteller u. a.: Luis Vorbach

## Tonträger
- Alfons Zitterbacke (LP), 1968 LITERA, 54 Minuten; Sprecher unter anderem: Joachim Brendel, Helga Raumer, Herbert Köfer, Gerd Ehlers
- Alfons Zitterbacke (CD, Neuauflage der LP), 2000 LITERA Junior, 54 Minuten
- Tom Pauls liest Alfons Zitterbacke, 2008 Buschfunk